# Johan Schåltz
Johan Einarsson Schåltz (ur. 27 czerwca 1953) – szwedzki judoka. Olimpijczyk z Montrealu 1976, gdzie zajął dziesiąte miejsce w wadze półciężkiej i jedenaste w kategorii open.
Uczestnik mistrzostw świata w 1973. Piąty na mistrzostwach Europy w 1976 roku. Zdobył sześć medali mistrzostw nordyckich. 

## Letnie Igrzyska Olimpijskie 1976
| Konkurencja | Eliminacje            | Eliminacje           | Eliminacje                 | Klas. końcowa |
| Konkurencja | Przeciwnik I          | Przeciwnik II        | 1/4                        | Miejsce       |
| ----------- | --------------------- | -------------------- | -------------------------- | ------------- |
| 93 kg       | Johann Pollak (AUT) Z | Jorge Comrie (PAN) Z | Jürg Röthlisberger (SUI) P | 10.           |

| Konkurencja | Eliminacje           | Eliminacje           | Klas. końcowa |
| Konkurencja | Przeciwnik I         | Przeciwnik II        | Miejsce       |
| ----------- | -------------------- | -------------------- | ------------- |
| open        | José Chandri (PUR) Z | Klaus Wallas (AUT) P | 11.           |